# Dicaelus purpuratus
Dicaelus purpuratus är en skalbaggsart som beskrevs av Franco Andrea Bonelli. Dicaelus purpuratus ingår i släktet Dicaelus och familjen jordlöpare. Inga underarter finns listade i Catalogue of Life.